# Aerosul Linhas Aéreas
Aerosul Linhas Aéreas es una aerolínea brasileña con sede en Arapongas (Paraná). Fue fundada en 2014 como empresa de taxi aéreo y el primer vuelo regular fue en 2021.

## Historia
Aerosul se fundó en 2014  como taxi aéreo y actualmente opera como aerolínea regular entre varios destinos del sur de Brasil y un vuelo internacional a Asunción, Paraguay.

## Destinos
Aerosul Linhas Aéreas opera vuelos a los siguientes destinos:
| Países   | Destinos            | Aeropuertos                                |
| -------- | ------------------- | ------------------------------------------ |
| Brasil   | Apucarana           | Aeropuerto de Apucarana                    |
| Brasil   | Arapongas           | Aeropuerto de Arapongas (HUB)              |
| Brasil   | Caçador             | Aeropuerto Carlos Alberto da Costa Neves   |
| Brasil   | Correia Pinto       | Aeropuerto Regional Planalto Serrano       |
| Brasil   | Curitiba            | Aeropuerto Internacional Afonso Pena       |
| Brasil   | Florianópolis       | Aeropuerto Internacional Hercilio Luz      |
| Brasil   | Foz do Iguaçu       | Aeropuerto Internacional de Foz do Iguaçu  |
| Brasil   | Guarapuava          | Aeropuerto Tancredo Thomas de Faria        |
| Brasil   | Londrina            | Aeropuerto de Londrina                     |
| Brasil   | Navegantes          | Aeropuerto Internacional de Navegantes     |
| Brasil   | Pato Branco         | Aeropuerto Municipal Juvenal Cardoso       |
| Brasil   | São Miguel do Oeste | Aeropuerto Hélio Wasum                     |
| Brasil   | Telêmaco Borba      | Aeropuerto de Telêmaco Borba               |
| Paraguay | Asunción            | Aeropuerto Internacional Silvio Pettirossi |

## Flota
La flota de Aerosul cuenta con las siguientes aeronaves:
| Aeronaves                   | En servicio | Pedidos | Pasajeros                                         | Matrículas                                        | Antigüedad                                        |
| --------------------------- | ----------- | ------- | ------------------------------------------------- | ------------------------------------------------- | ------------------------------------------------- |
| Cessna 208 Grand Caravan EX | 3           | —       | 9                                                 | PP-AGP                                            | 14,5 años                                         |
| Cessna 208 Grand Caravan EX | 3           | —       | 9                                                 | PR-BAX                                            | 16,5 años                                         |
| Cessna 208 Grand Caravan EX | 3           | —       | 9                                                 | PS-SIM                                            | 3,5 años                                          |
| Total                       | 3           | —       | Edad media de la flota (mayo de 2024): 11,5 años. | Edad media de la flota (mayo de 2024): 11,5 años. | Edad media de la flota (mayo de 2024): 11,5 años. |